# Ananga Ranga
L'Ananga Ranga (अनंगरंग Stadio dell'amore) o Kamaledhiplava (कमलेधिप्लव Barca nel mare dell'amore) è un manuale sessuale indiano scritto da Kalyāṇamalla nel XV o XVI secolo. Il poeta scrise l'opera in onore di Lad Khan, figlio di Ahmed Khan Lodi. L'autore era imparentato con la dinastia Lodi, che dal 1451 al 1526 governò il sultanato di Delhi. Commentatori successivi dicono che il testo sia mirato specificamente a prevenire la separazione di marito e moglie. Questo lavoro è spesso paragonato al Kamasutra, da cui trae ispirazione.

## Panoramica
Tradotto in inglese nel 1855 presso l'editore Sir Richard Francis Burton, molte copie furono date alle fiamme dalla moglie Isabel Burton nelle settimane successive alla morte del marito.
"La soddisfazione e il godimento proviene per un uomo dal possesso di una bellissima donna. Gli uomini si sposano per le riunioni pacifiche, l'amore, la comodità, e spesso ottengono donne decenti e attraenti. Ma gli uomini non danno alle donne piena soddisfazione. La ragione è data dalla loro ignoranza delle scritture del Kamashastra e il disdegno dei diversi tipi di donna. Questi uomini vedono le donne solo dalla prospettiva di un animale. Questi uomini sono folli e senza spirito.".
Quest'opera fu intesa per mostrare che una donna è sufficiente per un uomo. Il libro istruisce su come un marito possa promuovere l'amore per sua moglie tramite il piacere sessuale. Il marito può godere così tanto dal vivere con sua moglie, che è come se lui vivesse con 32 diverse donne. La variazione continua dei piaceri sessuali è in grado di produrre armonia, così prevenendo l'annoiarsi l'uno dell'altro nella coppia. Oltre un esteso catalogo di posizioni sessuali con dettagli per entrambi i partner, vi si trovano informazioni sui preliminari e la seduzione.
La divisione in capitoli dell'Ananga Ranga di Burton è la successiva:
- Capitolo I: Considera le quattro classi di donne
- Capitolo II: Delle varie sedi della passione nelle donne
- Capitolo III: Dei diversi tipi di uomo e donna
- Capitolo IV: Descrizione delle qualità generali, caratteristiche, temperamenti, ecc., delle donne.
- Capitolo V: Caratteristiche delle donne dei diversi paesi
- Capitolo VI: Trattamento dello Vashikarana
- Capitolo VII: Dei diversi segni negli uomini e nelle donne
- Capitolo VIII: Il trattamento dei piaceri esterni
- Capitolo IX: Il trattamento dei piaceri interni nelle sue varie forme
- Appendice I: Astrologia in connessione con il matrimonio
- Appendice II: (considera una varierà di ricette alchemiche, che sono o potenzialmente letali, o completamente inefficaci come rimedio, o entrambe)